# Томислав Османли
Томислав Османли (на македонска литературна норма: Томислав Османли) е сценарист, драматург, медиен теоретик, писател, критик, журналист и есеист от Северна Македония.

## Биография
Роден е в 1956 година в Битоля, тогава в Съюзна федеративна република Югославия. Член е на Дружеството на писателите на Македония и на Македонския ПЕН център, както и на тричленната редакция на списание „Маседониън ПЕН“.
Османли е автор на над 28 книги: проза, драматични текстове, сценарии, теория и есета. Занимава се с филмова и театрална критика и публицистика, както и теорията на драматичния възел вяра-визуални медии. Публикувал публицистични и теоретични текстове в почти всички македонски и редица югославски списания. Член е на редакциите на списанията „Идее“ (Белград) и „Разгледи“.
Неговото изследване „Филмот и политичкото“ (1981) се смята за първата македонска теоретична книга, посветена на Седмото изкуство, а теоретичната книга „Стрип запис со човечки лик“ (1987 и 2002) е все още и единствената книга, посветена на Деветото изкуство в Македония.

## Творчество
Книги
- „Филмот и политичкото“, „Млад борец“, Скопје, 1981, първа теоретина книга за филма в Социалистическа Република Македония
- „Стрип, запис со човечки лик“, „Млад борец“, Скопје, 1987, първа книга от областта на комикса в Социалистическа Република Македония
- „Скопски диптих“, „Студентски збор“, Скопје 1991, два наградени дългометражни игрални сценария
- „Медиумот што недостасува“, „21“, Скопје, 1992, градски есета
- „Ослушнувања во глуво доба“, „21“, Скопје, 1993, политички есета
- „Пеперутката на детството“, „Мисла“, Скопје, 1993, разкази
- „Двајца во Еден“, „Ѓурѓа“, Скопје, 1995, пиеса (на македонски литературен език и английски) и комикс с Александър Сотировски
- „Новиот цар“, „Ѓурѓа“, Скопје, 1998
- „Ѕвездите над Скопје“, Дирекција за култура, Скопје, 2000, пиеси
- „Виолетни светлини и сенки“, „Матица македонска“, Скопје, 2001, разкази
- „Стрип, запис со човечки лик“, второ допълнено издание, „Култура“, Скопје, 2002
- „Пат за Парамарибо“, „Култура“, Скопје, 2003, драма
- „Игри низ жанровите“, „Култура“, Скопје 2004, избрани драми
- „Приказни од Скопје“, „Култура“, Скопје, 2004, разкази
- „Апокалиптична комедија“, „Култура“, Скопје, 2006, драма
- „Луѓе од меѓувреме“, „Блесок“, Скопје, 2008
- „Светилка за Ханука“, „Форум“, Скопје, 2008.
- „Каприча“, „Магор“, Скопје 2009
- „Дваесет и првиот“, „Блесок“, 2009, роман
- „Граѓански простор“, „Блесок“, 2011, студия
- „Зад аголот“, „Магор“, 2012, роман
- „Бродот. Конзархија“, „Магор“, 2016, роман дистопия
- „Океан од слики“, „Avant pres“, 2018, сборник разкази
- „Тајното братство на носталгичарите“, „ВиГ Зеница“, 201
- „Драми за Скопје“, книга 1 & книга 2, 2019
- „Нови драми“ – две пиеси: „Нишала од злато“ и „Враќање дома“, „ВиГ Зеница“, Скопје, 2019
- „Парадоксикон“, „ВиГ Зеница“, Скопје, 2020, разкази

### Антологии разкази
- „Скопски раскази“, 1996
- „Ден за Скопје“, 1998
- „Макета“, Белград, 2001
- „Царски рез“, Скопје, 2001, Интернет издание
- „Рассказы македонских писателей“, Москва, 2009
- „Современная македонская пиеса“, Москва, 2010
- Contemporary Macedonian Fiction, Tanslated and Edited by Paul Filev, Dalkey Archive Press, McLean IL/Dublin, 2019

### Дългометражни игрални сценарии
- „Луѓе без адреса“, 1976
- „Ѕвездите на '42-та“, 1984
- „Скопски сновиденија“, 1987
- „Ангели на отпад“, 1994
- „Смок лета по небото“, 1999
- „Ѕвезди без трепет“, 2000

### Пиеси и сценчни проекти
- „Салон Бумс“, 1987, сатирична комедия
- „Мементо за еден Град“, 1993, мултимедийлна повест
- „Немирни сенки“, 1993, филмово кабаре
- „Двајца во Еден“, 1995, камерна пиеса
- „Светулки во ноќта“, 1997, драма
- „Новиот цар“, 1998
- „Апокалиптична комедија“, 1999, лирична гротеска
- „Техно ѕвезда“, 2000, драма
- „Пат за Парамарибо“, 2001, пиеса
- „Уште едно небо“ 2000/2002, монодрама, Първа награда на ІV Фестивал на монодрамата в Битоля, октомври 2002.

### Книжовни творби и есета в периодика
- „The Boiling Pot Called Skopje“, „Krasnogruda“ Nо.8, 1998, Sejny-Stockholm
- „The Boiling Pot Called Skopje“, „Macedonian review“, XXVIII, No.1, 1998, Skopje
- „Светулки во ноќта“, „Културен живот“, бр. 1/1998, Скопје
- „Двајца во Еден“, „Блесок“/„Shine“, интернет списание бр.12/2000
- „Апокалиптична комедија“, „Књижевна ревија“ бр.1 – 2, Коловоз 2000, Осиек
- „Aunt Rashela's Photograph“, „Krasnogruda“ Nо.12, December 2000, Sejny, Poland
- „Техно ѕвезда“, „Културен живот“ бр.3, 2000, Скопје[1]